# Gestreifter Matapfel
Der Gestreifter Matapfel ist eine Sorte des Kulturapfels (Malus domestica) und gehört zur Gruppe der Matäpfel.

## Geschichte
Die Sorte war bereits im 18. Jahrhundert stark verbreitet, wurde damals aber vermutlich unter anderen Namen beschrieben. Bekannte Synonyme sind Berliner, Berliner Schafsnase, Runde Schafsnase oder Steilapfel (auch Steul- oder Stoilapfel) in Wiesbaden und Rettigapfel in Collenberg-Fechenbach. 1869 wurde die Sorte mit folgenden Worten empfohlen: „Eine der allerbesten und ausdauerndsten Wirtschaftsfrüchte hiesiger Gegend“. 1876 wurde der Apfel mit seinem aktuellen Namen von C. Thomae in einer Schrift über die Matäpfel korrekt benannt. In dem, in den Jahren 1934 bis 1939 verfassten Manuskript von Richard Zorn wurde der Apfel erneut beschrieben und abgebildet. Irrtümlicherweise wurde die Sorte im Jahr 1951 als anspruchsloser Apfel, erneut unter dem Namen Berliner Schafsnase, für einzelne Bezirke Hessen Nassaus zum Anbau empfohlen.
Sein Verbreitungsgebiet ist vorwiegend Südhessen. Er ist heute noch vereinzelt auf Streuobstwiesen zu finden. Mitte des letzten Jahrhunderts war er häufig in der Wetterau, Frankfurt, Main-Taunus und Wiesbaden anzutreffen. 2010 war der Gestreifte Matapfel Hessische Lokalsorte des Jahres.

## Beschreibung

### Blüte und Frucht
Die Blüte des Gestreiften Matapfels ist relativ spät und unempfindlich. Die Frucht ist recht groß, mit glatter Schale und grüngelber Grundfarbe, darüber lebhaft rot gestreift. Der reife Apfel hat zwar einen leichten Duft, aber auch eine wenig druckfeste Schale. Das mürbe Fruchtfleisch ist grün-gelblich-weiß, etwas säuerlich, sehr saftig, aber ohne besonderes Aroma.

### Verwendung
Der Gestreifte Matapfel reift Ende September bis Anfang Oktober und wird als Wirtschaftsapfel sowie für die Apfelweinerzeugung (Mostapfel) verwendet. Er ist genussreif ab November und haltbar bis Januar/Februar (Wintersorte).

## Anbau
Der Gestreifte Matapfel wächst mittelstark bis stark und entwickelt eine sparrige (raumgreifende) Krone. Die Erträge des Baumes sind hoch und regelmäßig, tendieren aber zur Alternanz. Daher benötigt der Erziehungsschnitt besondere Sorgfalt und der Erhaltungsschnitt sollte mäßig ausfallen. Der Baum ist anspruchslos und auch für höhere Lagen geeignet, die Anfälligkeit für Obstbaumkrebs ist gering.